# Julio Mannino
Pour les articles homonymes, voir Mannino.
Julio Mannino (né Julio Mannino Pichardo le 20 septembre 1969 à Toluca, Mexique), est un acteur mexicain.

## Biographie
Julio Mannino est le fils de l'italien Giulio Mannino Bruno et de la mexicaine Alicia Pichardo Martinez. Il a un frère Angelo et une sœur Filipina. Selon l'état civil il est célibataire.

## Carrière
En 1994, il fait ses débuts en jouant dans la pièce de théâtre A Belén Pastores.
En 1995, Il commence à la télévision en participant à la telenovela Acapulco, Cuerpo y Alma. Julio Mannino poursuit ensuite avec des rôles dans des mélodrames à succès comme María la del Barrio, Mi querida Isabel dans lequel il interprète  Jorge, Luz Clarita en 1996, Salud, Dinero y Amor en 1997, Sin ti où il joue Beto, Camila aux côtés d'Eduardo Capetillo et de Bibi Gaytán. Il commence à jouer un rôle plus important dans cette telenovela où il incarne Nacho, un jeune homme ambitieux qui désire atteindre ses objectifs coûte que coûte. 
En 2000, il interprète Neto dans Por un beso. Il poursuit son ascension dans des rôles plus importants dans ¡Amigos x siempre!. La même année, il tient le rôle principal de Marco.
En 2001, il joue dans deux pièces de théâtre Secuestrado et Cada quien con su vida. Julio passe ensuite dans la célèbre émission de Silvia Pinal Mujer, casos de la vida reale. Puis il joue un protagoniste, Pablo dans la telenovela Niña amada mia.
En 2016, Julio Mannino joue Mario Kuri dans la telenovela Sueño de amor où Julián Gil joue l'antagoniste principal.

## Filmographie

### Telenovelas
- 1995 : Acapulco, cuerpo y alma
- 1995 : María la del barrio
- 1996 : Luz Clarita
- 1996 : Para toda la vida
- 1996 : Mi querida Isabel
- 1997 : Salud, dinero y amor
- 1997-1998 : Sin ti
- 1998 : Camila : Nacho Juárez
- 1998 : Rencor apasionado : Efraín
- 1999 : El niño que vino del mar : Dr. Juan Manuel Ríos
- 1999-2000 : Cuento de Navidad
- 2000 : ¡Amigos x siempre! : Marco
- 2000-2001 : Por un beso : Neto
- 2003 : Niña amada mía : Pablo Guzman
- 2004 : Apuesta por un amor : Leandro Pedraza
- 2006 : La fea más bella : Simón Joseph Contreras, dit Saimon
- 2010 : Cuando me enamoro : Saúl Guardiola
- 2015 : Que te perdone Dios : Benito
- 2016 : Sueño de amor : Mario Kuri